# Erovnuli Liga 2022
Die Erovnuli Liga 2022 war die 34. Spielzeit der höchsten georgischen Spielklasse im Männerfußball. Sie begann am 25. Februar 2022 und endete am 3. Dezember 2022 mit dem 36. Spieltag.
Titelverteidiger war der FC Dinamo Batumi. Aufsteiger waren FC Sioni Bolnissi und FC Gagra Tiflis.

## Modus
Die zehn Mannschaften spielten an 36 Spieltagen viermal gegeneinander, zweimal zu Hause, zweimal auswärts. Der Meister spielte in der UEFA Champions League. Der Zweite, der Dritte und der Cupsieger spielten in der UEFA Europa Conference League. Der Letzte stieg direkt ab, der Achte und Neunte mussten in die Relegation.

## Vereine
| Verein                | Stadt    | Stadion                        | Kapazität |
| --------------------- | -------- | ------------------------------ | --------- |
| FC Dinamo Tiflis      | Tiflis   | Boris-Paitschadse-Dinamo-Arena | 55.000    |
| Lokomotive Tiflis     | Tiflis   | Micheil-Meschi-Stadion         | 27.223    |
| FC Dinamo Batumi      | Batumi   | Batumi-Stadion                 | 20.035    |
| FC Torpedo Kutaissi   | Kutaissi | Ramas-Schengelia-Stadion       | 19.400    |
| FC Samgurali Zqaltubo | Zqaltubo | 26. Mai-Stadion                | 12.000    |
| FC Telawi             | Telawi   | Municipal-Stadion              | 12.000    |
| FC Dila Gori          | Gori     | Tengis-Burdschanadse-Stadion   | 08.230    |
| FC Sioni Bolnissi     | Bolnissi | Temur-Stepania-Stadion         | 03.400    |
| FC Gagra Tiflis       | Tiflis   | Dawid-Petriaschwili-Stadion    | 02.130    |
| FC Saburtalo Tiflis   | Tiflis   | Saburtalo-Stadion              | 01.000    |

## Abschlusstabelle
| Pl. | Verein                  | Sp. | S  | U  | N  | Tore    | Diff. | Punkte |
| --- | ----------------------- | --- | -- | -- | -- | ------- | ----- | ------ |
| 1.  | FC Dinamo Tiflis        | 36  | 24 | 8  | 4  | 073:290 | +44   | 80     |
| 2.  | FC Dinamo Batumi (M)    | 36  | 23 | 8  | 5  | 087:340 | +53   | 77     |
| 3.  | FC Dila Gori            | 36  | 17 | 8  | 11 | 048:350 | +13   | 59     |
| 4.  | FC Samgurali Zqaltubo   | 36  | 15 | 12 | 9  | 055:440 | +11   | 57     |
| 5.  | FC Torpedo Kutaissi     | 36  | 15 | 9  | 12 | 048:480 | ±0    | 54     |
| 6.  | FC Saburtalo Tiflis (P) | 36  | 13 | 8  | 15 | 051:490 | +2    | 47     |
| 7.  | FC Telawi               | 36  | 8  | 15 | 13 | 029:360 | −7    | 39     |
| 8.  | FC Sioni Bolnissi (N)   | 36  | 8  | 12 | 16 | 038:600 | −22   | 36     |
| 9.  | FC Gagra Tiflis (N)     | 36  | 9  | 9  | 18 | 036:570 | −21   | 36     |
| 10. | Lokomotive Tiflis       | 36  | 1  | 5  | 30 | 028:101 | −73   | 08     |

Platzierungskriterien: 1. Punkte – 2. Tordifferenz – 3. geschossene Tore

| (M) | amtierender Meister     |
| (P) | amtierender Pokalsieger |
| (N) | Neuaufsteiger           |

## Kreuztabelle
| Hinrunde (Runden 1–18) | Hinrunde (Runden 1–18) | Hinrunde (Runden 1–18) | Hinrunde (Runden 1–18) | Hinrunde (Runden 1–18) | Hinrunde (Runden 1–18) | Hinrunde (Runden 1–18) | Hinrunde (Runden 1–18) | Hinrunde (Runden 1–18) | Hinrunde (Runden 1–18) | 2022                  | Rückrunde (Runden 19–36) | Rückrunde (Runden 19–36) | Rückrunde (Runden 19–36) | Rückrunde (Runden 19–36) | Rückrunde (Runden 19–36) | Rückrunde (Runden 19–36) | Rückrunde (Runden 19–36) | Rückrunde (Runden 19–36) | Rückrunde (Runden 19–36) | Rückrunde (Runden 19–36) |
| ---------------------- | ---------------------- | ---------------------- | ---------------------- | ---------------------- | ---------------------- | ---------------------- | ---------------------- | ---------------------- | ---------------------- | --------------------- | ------------------------ | ------------------------ | ------------------------ | ------------------------ | ------------------------ | ------------------------ | ------------------------ | ------------------------ | ------------------------ | ------------------------ |
| FC Dila Gori           | Dinamo Batumi          | FC Dinamo Tiflis       | FC Gagra Tiflis        | Lokomotive Tiflis      | FC Saburtalo Tiflis    | FC Samgurali Zqaltubo  | FC Sioni Bolnissi      | FC Telawi              | FC Torpedo Kutaissi    | Verein                | FC Dila Gori             | Dinamo Batumi            | FC Dinamo Tiflis         | FC Gagra Tiflis          | Lokomotive Tiflis        | FC Saburtalo Tiflis      | FC Samgurali Zqaltubo    | FC Sioni Bolnissi        | FC Telawi                | FC Torpedo Kutaissi      |
|                        | 2:1                    | 0:1                    | 2:1                    | 4:1                    | 1:0                    | 1:0                    | 2:1                    | 2:1                    | 2:0                    | FC Dila Gori          |                          | 0:1                      | 2:3                      | 1:1                      | 1:0                      | 3:0                      | 3:0                      | 1:2                      | 0:0                      | 2:1                      |
| 3:0                    |                        | 3:0                    | 5:2                    | 7:2                    | 2:2                    | 4:4                    | 4:0                    | 1:0                    | 4:0                    | FC Dinamo Batumi      | 3:2                      |                          | 4:1                      | 2:0                      | 4:2                      | 3:2                      | 1:2                      | 3:0                      | 4:0                      | 2:2                      |
| 2:1                    | 0:0                    |                        | 5:0                    | 2:1                    | 0:0                    | 0:0                    | 1:0                    | 3:2                    | 4:0                    | FC Dinamo Tiflis      | 3:0                      | 1:0                      |                          | 2:1                      | 5:0                      | 3:1                      | 3:0                      | 3:1                      | 1:1                      | 5:1                      |
| 1:0                    | 0:3                    | 1:0                    |                        | 5:3                    | 1:0                    | 0:2                    | 1:2                    | 2:2                    | 0:2                    | FC Gagra Tiflis       | 0:0                      | 1:4                      | 0:1                      |                          | 2:0                      | 3:3                      | 1:1                      | 2:1                      | 1:1                      | 0:2                      |
| 0:3                    | 0:2                    | 0:2                    | 0:2                    |                        | 2:1                    | 0:2                    | 1:2                    | 0:1                    | 0:3                    | Lokomotive Tiflis     | 2:2                      | 1:1                      | 0:2                      | 0:2                      |                          | 0:1                      | 1:4                      | 2:2                      | 0:2                      | 0:0                      |
| 0:2                    | 0:0                    | 1:1                    | 3:0                    | 3:1                    |                        | 2:1                    | 3:3                    | 1:0                    | 2:0                    | FC Saburtalo Tiflis   | 0:2                      | 2:4                      | 1:2                      | 2:1                      | 5:1                      |                          | 3:1                      | 1:1                      | 0:1                      | 2:4                      |
| 0:0                    | 0:3                    | 2:1                    | 1:1                    | 3:1                    | 3:0                    |                        | 1:1                    | 2:1                    | 3:0                    | FC Samgurali Zqaltubo | 0:3                      | 3:0                      | 1:1                      | 2:2                      | 4:1                      | 0:3                      |                          | 2:1                      | 2:0                      | 2:2                      |
| 0:0                    | 1:1                    | 1:3                    | 2:1                    | 5:1                    | 1:0                    | 0:2                    |                        | 0:2                    | 1:1                    | FC Sioni Bolnissi     | 1:2                      | 1:1                      | 0:2                      | 0:0                      | 5:2                      | 1:0                      | 0:0                      |                          | 0:0                      | 0:3                      |
| 0:0                    | 0:2                    | 1:1                    | 1:0                    | 5:0                    | 0:2                    | 0:0                    | 2:0                    |                        | 0:0                    | FC Telawi             | 1:1                      | 0:2                      | 1:2                      | 1:0                      | 0:0                      | 0:3                      | 1:1                      | 0:0                      |                          | 1:1                      |
| 1:0                    | 0:3                    | 0:3                    | 1:0                    | 4:2                    | 0:1                    | 0:2                    | 3:0                    | 1:1                    |                        | FC Torpedo Kutaissi   | 4:1                      | 1:0                      | 0:0                      | 0:1                      | 3:1                      | 1:1                      | 3:2                      | 3:0                      | 1:0                      |                          |

## Relegation
|                 | Gesamt          |                   | Hinspiel | Rückspiel |
| --------------- | --------------- | ----------------- | -------- | --------- |
| FC Samtredia    | 3:0             | FC Sioni Bolnissi | 1:0      | 2:0       |
| FC Gagra Tiflis | 3:3 (4:5 i. E.) | FC Spaeri Tiflis  | 2:0      | 1:3 n. V. |